# 杜真琴
杜真琴，日本漫畫家。代表作是《真情比海深》。1988年曾以獲得第13屆的白泉社雅典娜新人大賞第2名。

## 作品
- 「高中校園收妖少年（日语：ハイスクール・オーラバスター）」系列，原作：若木未生（日语：若木未生）
  1. 十戒、全1冊
  2. 天使不跳舞、全2冊、原名
  3. 魔女聖母、全2冊、原名
  4. 聖者指導員、全2冊、原名
- PPM的蛋、全2冊、原名
- 黑色奇蹟、全1冊
- 夢境探險家、全1冊
- 魔石傳奇、全2冊、原名
- 魔人與神燈、全1冊、原名
- 地球管理人、全3冊
- 真情比海深、全4冊、原名
- Aurabuster Integral - 幻惑綺譚、全1冊、原名